# Stazione meteorologica di Monte Malanotte
La stazione meteorologica di Monte Malanotte è la stazione meteorologica di riferimento per il servizio meteorologico dell'Aeronautica Militare e per l'Organizzazione Mondiale della Meteorologia, relativa all'omonima vetta nel territorio comunale di Frabosa Soprana.

## Coordinate geografiche

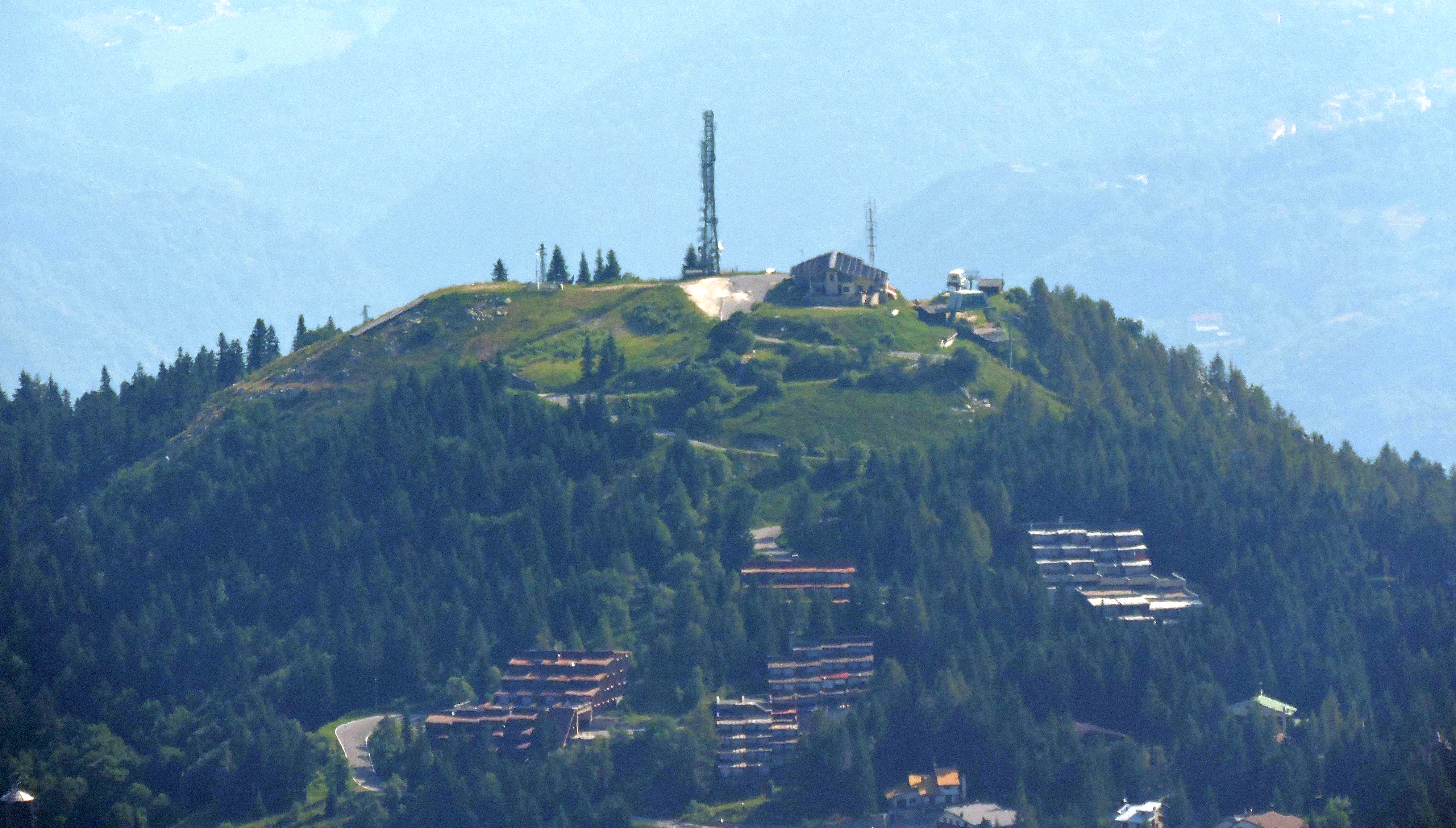
Il Monte Malanotte visto dal Mondolè

La stazione meteo si trova nell'Italia nord-occidentale, in Piemonte, in provincia di Cuneo, nel comune di Frabosa Soprana, a 1.742 metri s.l.m. e alle coordinate geografiche 44°15′N 7°48′E.

## Dati climatologici
In base alla media del trentennio di riferimento climatico (1961-1990) convenzionalmente fissata dall'Organizzazione Mondiale della Meteorologia, la temperatura media del mese più freddo, febbraio, si attesta a -0,6 °C; quella del mese più caldo, luglio, è di +14,4 °C .
| Monte Malanotte    | Mesi | Mesi | Mesi | Mesi | Mesi | Mesi | Mesi | Mesi | Mesi | Mesi | Mesi | Mesi | Stagioni | Stagioni | Stagioni | Stagioni | Anno |
| Monte Malanotte    | Gen  | Feb  | Mar  | Apr  | Mag  | Giu  | Lug  | Ago  | Set  | Ott  | Nov  | Dic  | Inv      | Pri      | Est      | Aut      | Anno |
| ------------------ | ---- | ---- | ---- | ---- | ---- | ---- | ---- | ---- | ---- | ---- | ---- | ---- | -------- | -------- | -------- | -------- | ---- |
| T. max. media (°C) | 2,6  | 2,2  | 4,0  | 6,0  | 10,0 | 14,0 | 17,2 | 15,8 | 13,8 | 10,2 | 5,6  | 3,5  | 2,8      | 6,7      | 15,7     | 9,9      | 8,7  |
| T. min. media (°C) | −2,8 | −3,3 | −1,2 | 0,8  | 4,6  | 8,4  | 11,5 | 10,7 | 9,0  | 5,4  | 0,8  | −1,6 | −2,6     | 1,4      | 10,2     | 5,1      | 3,5  |